# Hermonassa arenosa
Hermonassa arenosa là một loài bướm đêm trong họ Noctuidae.